# Jing-opera
Jing-opera of Peking-opera is een vorm van Chinese opera. Deze operavorm komt oorspronkelijk uit Peking. Jing-opera is populair in Peking, Tianjin, Shanghai, Taiwan en in Amerikaanse en Japanse Chinatowns. De belangrijkste muziekinstrumenten zijn: huqin, gong en Chinese trommel.

## Geschiedenis
Tijdens het vijfenvijftigste regeringsjaar van keizer Qianlong (1790) bezocht hij het zuiden van China. Daar had hij onder andere vier stukken (Sanqingban, Sixiban, Hechunban en Chuntaiban) uit de Hui-opera gezien. Hij vond deze stukken erg mooi, waardoor de stukken in Jing-operavorm kwamen. Andersom beïnvloedde het Jing-opera ook de Hui-opera.
In de negentiende eeuw beïnvloedde de Jing-opera de Hui-opera en Han-opera. In die tijd werd Jing-opera door Qinqiang, Kunqu, Bangzi en Yiyangqiang beïnvloed. Tijdens de Qing-dynastie was de Jing-opera een geliefd vermaak van de keizers.
In 1828 kwam een operagroep uit Hubei naar Peking. Zij namen het Hantiao mee die daardoor tot nu toe nog steeds in de Jing-opera te horen is. De Hubeise operagroep trad vaak samen met mensen van de Hui-opera op, waardoor het later Pihuangxi werd genoemd. Pihuangxi had het Beijinghua opgenomen als voertaal in operastukken, waardoor het later het "Pekingse geluid" werd genoemd.
Later werd de populariteit van Pihuangxi groter. Hierdoor bereikte het ook de stad Shanghai. Toen de inwoners van deze stad hoorden dat de operaspelers Beijinghua praten, dachten ze dat het Jing-opera was en werd het Jingxi genoemd. In bijna heel China werd Jing-opera opgevoerd, waardoor de Chinezen het Guoju noemden, dat letterlijk "opera van het land" betekent.
Tijdens de Culturele Revolutie kreeg Jing-opera net als andere Chinese opera's een communistisch tintje. Dit worden revolutionaire Chinese opera's genoemd. Vele communistische heldenverhalen werden in Chinese opera's vertolkt. Vrouwen speelden een belangrijke rol in de stukken. De verhalen gingen grotendeels over oorlog tegen grootgrondbezitters, Japanners en Guomindangers. Door de communistische Jing-opera werd het Beijinghua en Jing-opera in heel China bekend.

## Afbeeldingen

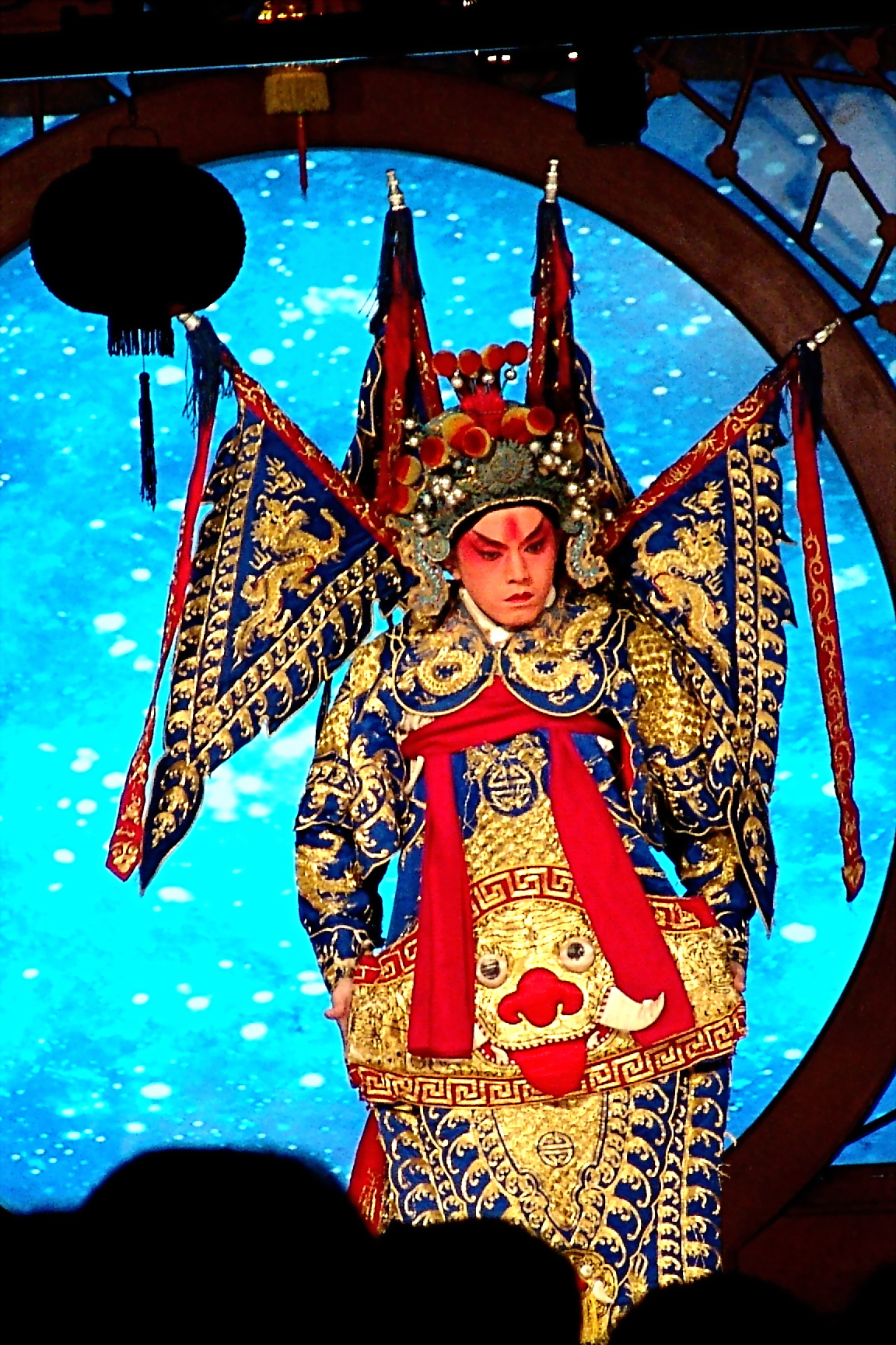
Een acteur van de Jing-opera
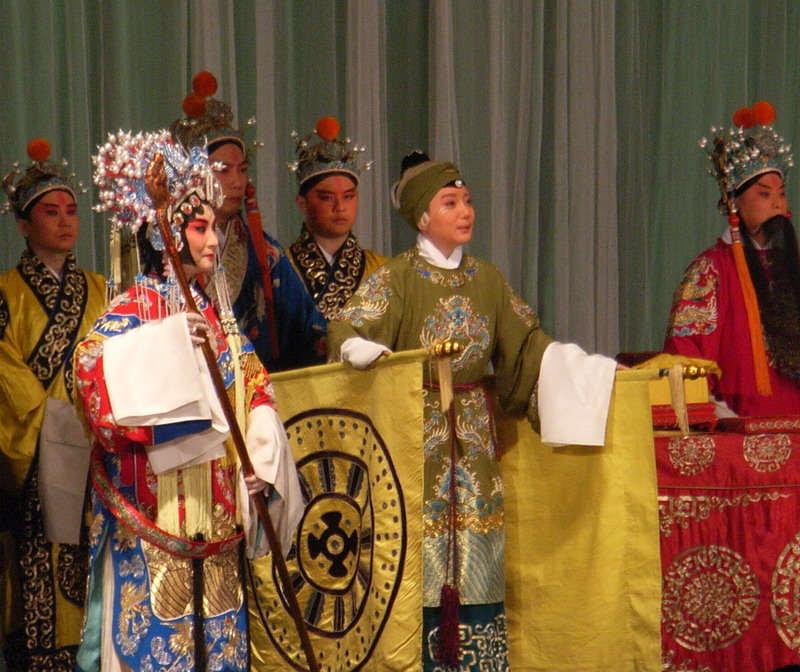
Voorstelling van een vrouw in paard-en-wagen (de vrouw in het groen tussen twee vlaggen)
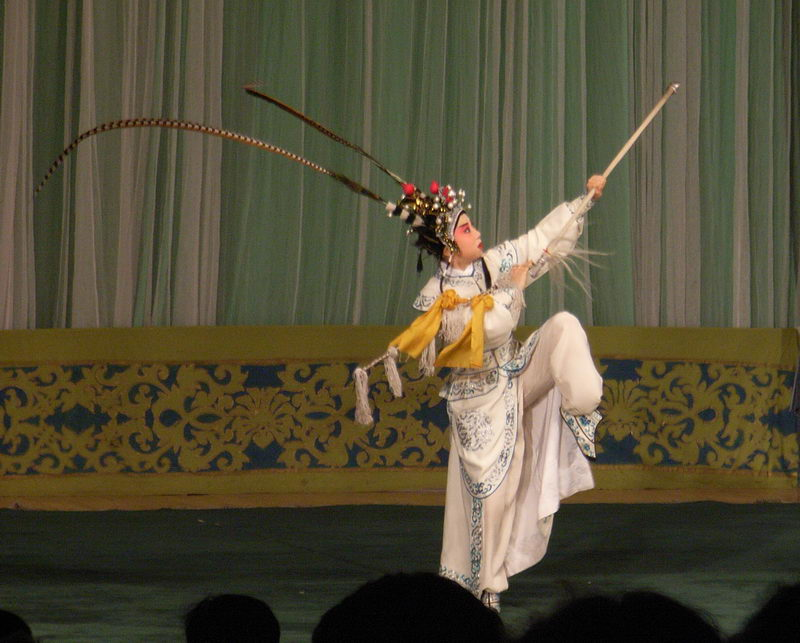
Voorstelling van een ruiter te paard
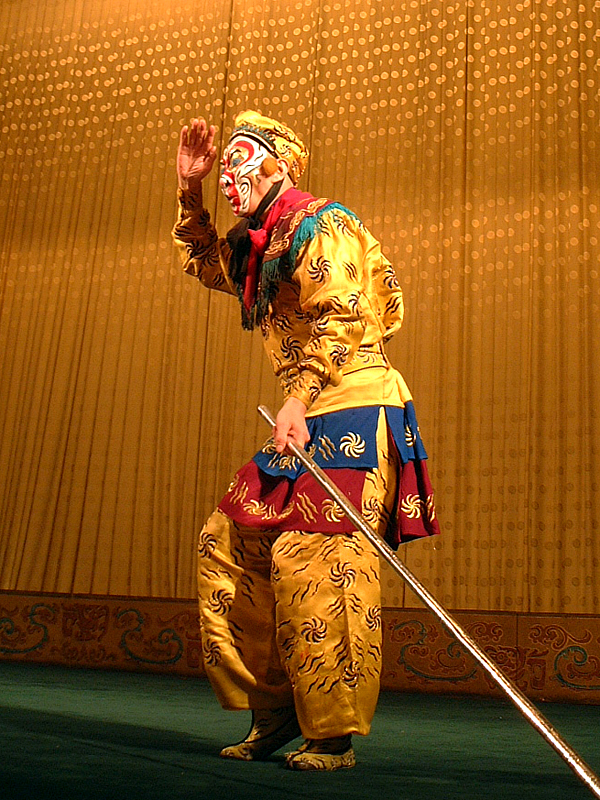
De vertolking van Koning Aap Sun Wukong uit De reis naar het westen